# Tomoru Honda
Tomoru Honda (ur. 31 grudnia 2001 w Jokohamie) – japoński pływak specjalizujący się w stylu motylkowym, mistrz świata (2024).
W 2021 roku na igrzyskach olimpijskich w Tokio zdobył srebrny medal na dystansie 200 m stylem motylkowym, uzyskawszy czas 1:53,73.